# フレデリーカ郡区 (アイオワ州ブレマー郡)
フレデリーカ郡区は、アメリカ合衆国、アイオワ州、ブレマー郡にある14の郡区の一つである。2000年の国勢調査で、人口は393人だった。

## 地理
フレデリーカ郡区は、49.1平方キロメートル（18.95平方マイル）で、主要都市にはFrederikaがある。
アメリカ地質調査所によると、この郡区は Faith and Walling（過去）の2つの霊園が含まれている。